# NGC 6017
NGC 6017 est une galaxie spirale située dans la constellation du Serpent. Sa vitesse par rapport au fond diffus cosmologique est de 1 901 ± 9 km/s, ce qui correspond à une distance de Hubble de 28,0 ± 2,0 Mpc (∼91,3 millions d'al). NGC 6017 a été découverte par l'astronome britannique John Herschel en 1828.
NGC 6017 présente une large raie HI.
À ce jour, deux mesures non basées sur le décalage vers le rouge (redshift) donnent une distance de 30,050 ± 0,354 Mpc (∼98 millions d'al), ce qui est à l'intérieur des valeurs de la distance de Hubble.